# Болбоші (комуна)
Болбоші (рум. Bolboși) — комуна у повіті Горж в Румунії. До складу комуни входять такі села (дані про населення за 2002 рік):
- Іджиросу (204 особи)
- Белечешть (690 осіб)
- Болбоаса (395 осіб)
- Болбоші (372 особи)
- Валя (928 осіб)
- Міклосу (210 осіб)
- Охаба-Жіу (524 особи)

Комуна розташована на відстані 229 км на захід від Бухареста, 32 км на південь від Тиргу-Жіу, 65 км на північний захід від Крайови.

## Населення
За даними перепису населення 2002 року у комуні проживали 3323 особи.
Національний склад населення комуни:
| Національність | Кількість осіб | Відсоток |
| -------------- | -------------- | -------- |
| румуни         | 3322           | > 99,9%  |
| угорці         | 1              | < 0,1%   |

Рідною мовою назвали:
| Мова      | Кількість осіб | Відсоток |
| --------- | -------------- | -------- |
| румунська | 3322           | > 99,9%  |
| угорська  | 1              | < 0,1%   |

Склад населення комуни за віросповіданням:
| Релігія       | Кількість осіб | Відсоток |
| ------------- | -------------- | -------- |
| православні   | 3091           | 93,0%    |
| баптисти      | 126            | 3,8%     |
| п'ятдесятники | 102            | 3,1%     |
| бретрени      | 3              | 0,1%     |
| римо-католики | 1              | < 0,1%   |